# Hal Winkler
Harold "Hal" Winkler, kanadski profesionalni hokejist, * 20. marec 1892, Gretna, Manitoba, Kanada, † 29. maj 1956. 

## Kariera
Winkler je leta 1922 začel svojo profesionalno kariero v WCHL moštvu Edmonton Eskimos. Zaigral je tudi za moštvo Calgary Tigers. Leta 1926 se je preselil k NHL moštvu New York Rangers in v njem prebil polovico sezone 1926/27, preden se je preselil k drugemu NHL moštvu, moštvu Boston Bruins. Med sezono 1957/58 so predelali Stanleyjev pokal in nanj dodali Winklerjevo ime za sezono 1928/29, čeprav je celotno sezono prebil v nižjih ligah. 

### Pregled kariere
Odebeljeno - reprezentančni nastopi, glej tudi Statistika pri hokeju na ledu.
| Moštvo                    | Liga             | Sezona |    | Redni del | Redni del | Redni del | Redni del | Redni del | Redni del | Redni del | Redni del |    | Končnica | Končnica | Končnica | Končnica | Končnica | Končnica | Končnica | Končnica |
| ------------------------- | ---------------- | ------ | -- | --------- | --------- | --------- | --------- | --------- | --------- | --------- | --------- | -- | -------- | -------- | -------- | -------- | -------- | -------- | -------- | -------- |
| Moštvo                    | Liga             | Sezona | OT | PG        | G         | P         | T         | KM        | GT        | OD        | OT        | PG | G        | P        | T        | KM       | GT       | OD       |          |          |
| Winnipeg Winnipegs        | MHL-Sr.          | 13/14  |    | 8         | 47        |           |           |           |           | 5.87      |           |    |          |          |          |          |          |          |          |          |
| Winnipegs                 | MHL-Sr.          | 14/15  |    | 6         | 51        |           |           |           |           | 10.20     |           |    |          |          |          |          |          |          |          |          |
| 61. bataljon iz Winnipega | MHL-Sr.          | 15/16  |    | 1         | 4         |           |           |           |           | 4.00      |           |    |          |          |          |          |          |          |          |          |
| Winnipeg Monarchs         | MHL-Sr.          | 16/17  |    | 8         | 46        |           |           |           |           | 5.75      |           |    |          |          |          |          |          |          |          |          |
| Winnipeg Ypres            | MHL-Sr.          | 17/18  |    | 8         | 29        |           |           |           |           | 3.62      |           |    | 1        | 0        |          |          |          |          | 0.00     |          |
| Winnipeg Ypres            | Pokal Allan      | 17/18  |    |           |           |           |           |           |           |           |           |    | 4        | 9        |          |          |          |          | 2.25     |          |
| Brandon Wheat Cities      | MHL-Sr.          | 18/19  |    | 9         | 49        |           |           |           |           | 5.44      |           |    |          |          |          |          |          |          |          |          |
| Moose Jaw Maple Leafs     | SSHL             | 19/20  |    | 12        | 40        |           |           |           |           | 3.29      |           |    | 2        | 4        |          |          |          |          | 2.00     |          |
| Saskatoon Crescents       | SSHL             | 20/21  |    | 16        | 49        |           |           |           |           | 3.06      |           |    | 4        | 14       |          |          |          |          | 3.50     |          |
| Edmonton Eskimos          | WCHL             | 21/22  |    | 14        | 33        |           |           |           |           | 2.38      |           |    | 2        | 3        |          |          |          |          | 1.50     |          |
| Edmonton Eskimos          | WCHL             | 22/23  |    | 28        | 87        |           |           |           |           | 3.00      |           |    | 2        | 3        |          |          |          |          | 1.19     |          |
| Edmonton Eskimos          | Stanleyjev pokal | 22/23  |    |           |           |           |           |           |           |           |           |    | 2        | 3        |          |          |          |          | 1.46     |          |
| Edmonton Eskimos          | WCHL             | 23/24  |    | 26        | 69        |           |           |           |           | 2.50      |           |    |          |          |          |          |          |          |          |          |
| Calgary Tigers            | WCHL             | 24/25  |    | 28        | 80        |           |           |           |           | 2.86      |           |    | 2        | 3        |          |          |          |          | 1.50     |          |
| Calgary Tigers            | WCHL             | 25/26  |    | 30        | 80        |           |           |           |           | 2.56      |           |    |          |          |          |          |          |          |          |          |
| New York Rangers          | NHL              | 26/27  |    | 8         | 16        | 0         | 0         | 0         | 0         | 1.87      |           |    |          |          |          |          |          |          |          |          |
| Boston Bruins             | NHL              | 26/27  |    | 23        | 40        | 0         | 0         | 0         | 0         | 1.66      |           |    | 8        | 13       | 0        | 0        | 0        | 0        | 1.50     |          |
| Boston Bruins             | NHL              | 27/28  |    | 44        | 70        | 0         | 0         | 0         | 0         | 1.51      |           |    | 2        | 5        | 0        | 0        | 0        | 0        | 2.50     |          |
| Minneapolis Millers       | AHA              | 28/29  |    | 34        | 35        |           |           |           |           | 0.98      |           |    | 4        | 7        |          |          |          |          | 1.75     |          |
| Seattle Eskimos           | PCHL             | 29/30  |    | 36        | 58        |           |           |           |           | 1.61      |           |    |          |          |          |          |          |          |          |          |
| Boston Tigers             | Can-Am           | 30/31  |    | 10        | 32        |           |           |           |           | 3.15      |           |    |          |          |          |          |          |          |          |          |

## Dosežki
- Izbran v WCHL moštvo zvezd (1923)